# سرود (رمان کوتاه)
سرود (به انگلیسی: Anthem) یک رمان کوتاه پادآرمان‌شهر اثر آین رند، رمان‌نویس روسی – آمریکایی است که در سال ۱۹۳۷ نوشته و برای نخستین بار در سال ۱۹۳۸ در بریتانیا منتشر شد.
داستان در تاریخ نامعلومی در آینده اتفاق می‌افتد که بشر وارد عصر تاریکی دیگری شده‌است. همهٔ انسان‌ها به صورت دسته جمعی زندگی می‌کنند و مفهوم فردگرایی حذف شده‌است. مردم اعداد را به عنوان نام دارند و از خود به عنوان «ما» یاد می‌کنند، بدون این که از «من» مفهومی داشته باشند.
شخصیت اصلی داستان یک رفتگر خیابان، مرد جوانی به نام ایکوالیتی ۷–۲۵۲۱ (به انگلیسی: Equality 7-2521) است (بعدها خود را پرومتئوس نامید) که با انجام تحقیقات مخفیانه دست به شورش می‌زند و با زنی که دوستش دارد به نام لیبرتی ۵–۳۰۰۰ (به انگلیسی: Liberty 5-3000) (توسط ایکوالیتی ۷–۲۵۲۱ به نام گولدن وان (به انگلیسی: The Golden One) نامیده می‌شود) فرار می‌کند. آنها با هم برنامه‌ریزی می‌کنند تا جامعه جدیدی را بر اساس فردگرایی تأسیس کنند.

## جوایز و افتخارات
- ۱۹۸۷ برنده جایزه برندگان جایزه تالار مشاهیر پرومتئوس.[۶]
- ۲۰۱۴ نامزد جایزه جایزه هوگو برای بهترین رمان کوتاه.[۷]

## ترجمه به فارسی
- عنوان: سرود مقدس؛ ترجمه محمدسعید نوری‌نایینی. (تهران: اطلاعات‏‫،۱۳۹۳) شابک: ‭۹۷۸-۹۶۴-۴۲۳-۹۲۸-۱‬‬[۸]